# Jessica Rosenthal

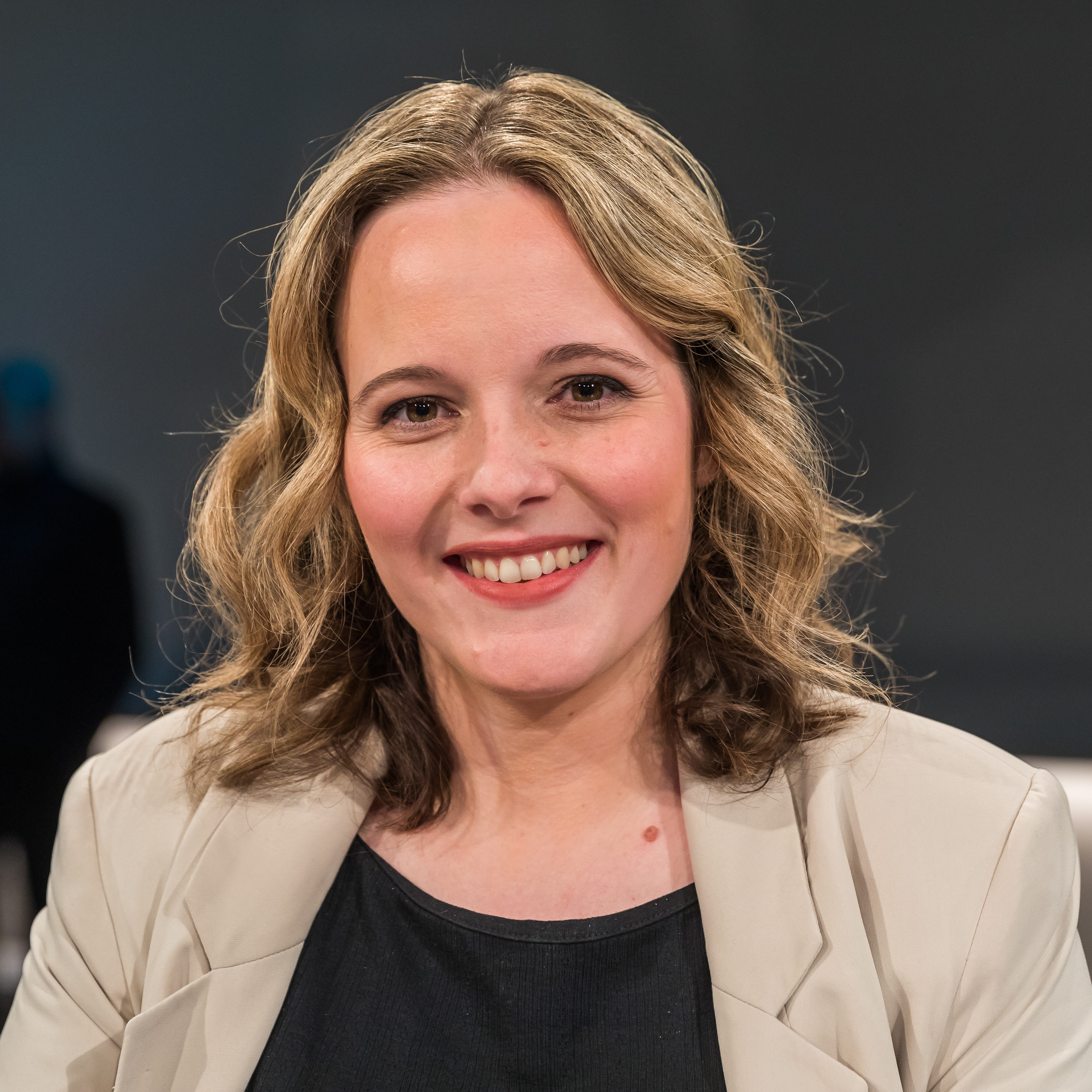
Jessica Rosenthal (2024)

Jessica Rosenthal (* 28. Oktober 1992 in Hameln) ist eine deutsche Politikerin (SPD). Sie war von Januar 2021 bis November 2023 Bundesvorsitzende der Jusos. Von 2021 bis 2025 war sie Mitglied des 20. Deutschen Bundestags. Seit Dezember 2021 ist sie Mitglied im Parteivorstand der SPD.

## Herkunft und Werdegang
Jessica Rosenthal wuchs in Bad Münder bei Hameln als Tochter ihrer alleinerziehenden Mutter auf und machte 2011 am Otto-Hahn-Gymnasium in Springe das Abitur. Anschließend absolvierte sie ein Freiwilliges Politisches Jahr bei CARE Deutschland e. V. Von 2012 bis 2018 studierte sie an der Universität Bonn die Fächer Deutsch, Geschichte und Bildungswissenschaften auf Lehramt. Von November 2018 bis April 2020 absolvierte sie ein Lehramtsreferendariat an der Bonner Marie-Kahle-Gesamtschule. Nachdem sie zwischenzeitlich an einer Bonner Realschule als Vertretungslehrerin tätig war, erhielt sie an der Marie-Kahle-Gesamtschule eine Stelle, an der sie bis zum September 2021 unterrichtete.
2013 trat Rosenthal in die SPD ein. 2014 wurde sie bei den Bonner Jusos Geschäftsführerin, ein Jahr später deren Vorsitzende. Dieses Amt bekleidete sie bis 2018. Von 2018 bis zum 3. Oktober 2020 war sie Vorsitzende des Juso-Landesverbands Nordrhein-Westfalen. Seit März 2020 bildete sie gemeinsam mit Enrico Liedtke eine Doppelspitze als Vorsitzende der SPD Bonn. Im Juni 2022 wurde sie als Vorsitzende der Bonner SPD erneut in einer Doppelspitze gemeinsam mit Gabriel Kunze wiedergewählt. Im März 2024 wurden Rosenthal und Kunze als Vorsitzende der SPD Bonn für eine weitere Amtszeit bestätigt. Im August 2025 trat Rosenthal vom Vorsitz der SPD Bonn zurück, da sie gemeinsam mit ihrer Familie in die Nähe von Hannover zog.
Am 8. Januar 2021 wurde Rosenthal Nachfolgerin von Kevin Kühnert als Juso-Bundesvorsitzende, nachdem sie ihre Kandidatur am 6. August 2020 bekannt gegeben hatte. Die Vorsitzendenwahl erfolgte aufgrund der COVID-19-Pandemie als Briefwahl. Rosenthal, die einzige Kandidatin, erhielt knapp 78 Prozent der abgegebenen gültigen Stimmen. Am 26. November 2021 wurde Rosenthal mit 73,2 Prozent als Bundesvorsitzende auf einem hybrid stattfindenden Bundeskongress der Jusos im Zuge der regulären Neuwahl des Vorstands wiedergewählt. Das Ergebnis wurde per Briefwahl am 18. Dezember 2021 bestätigt. Im August 2023 kündigte sie an, beim Bundeskongress der Jusos nicht erneut für den Bundesvorsitz zu kandidieren. Im November 2023 wurde Philipp Türmer zu ihrem Nachfolger gewählt.
Am 13. Februar 2021 nominierte sie der SPD-Unterbezirk Bonn als Direktkandidatin im Wahlkreis Bonn für die Bundestagswahl 2021. Sie erhielt 25,1 Prozent der Stimmen und unterlag damit knapp Katrin Uhlig von den Grünen, die 216 Stimmen mehr erhielt. Rosenthal zog über die Landesliste in den Bundestag ein. Im August 2024 wurde Rosenthal mit 90,2 Prozent der Stimmen von der Bonner SPD erneut als Bundestagskandidatin für den Wahlkreis Bonn für die Bundestagswahl 2025 nominiert. Mit 21,6 Prozent der Erststimmen verfehlte sie das Direktmandat und konnte auch über die Landesliste nicht in den 21. Bundestag einziehen.
Im 20. Bundestag war sie ordentliches Mitglied im Ausschuss für Bildung, Forschung und Technikfolgenabschätzung und stellvertretendes Mitglied des Ausschusses für Arbeit und Soziales. Darüber hinaus ist sie Mitglied im Kuratorium der Stiftung Haus der Geschichte der Bundesrepublik Deutschland sowie im Kuratorium der Bundeszentrale für politische Bildung. Außerdem ist sie Mitglied im Kuratorium des Internationalen Demokratiepreises Bonn e. V., der Bürger für Beethoven e. V. sowie Mitglied des Kuratoriums von CARE Deutschland.
Im Dezember 2021 wurde sie in den SPD-Parteivorstand gewählt. Im Dezember 2023 wurde sie auf dem Bundesparteitag in Berlin erneut in dieses Gremium gewählt. Auf dem Bundesparteitag der SPD im Juni 2025 wurde Rosenthal erneut in den Parteivorstand gewählt.
Rosenthal ist verheiratet und lebte mit ihrem Mann und ihrer im November 2023 geborenen Tochter in Bonn. Seit August 2025 lebt die Familie bei Hannover.

## Politische Positionen
Rosenthal war eine entschiedene Gegnerin der Großen Koalition 2018 bis 2021. Sie begründet diese Haltung mit inhaltlichen Differenzen und dem Umstand, dass die Arbeit der SPD-geführten Bundesministerien in der Großen Koalition „der SPD von den meisten Menschen nicht angerechnet werden“.
Im Gegensatz zu ihrer Haltung zur Großen Koalition befürwortete sie die Ampel-Regierung ab 2021 und war Teil der Koalitionsverhandlungen im Bereich Arbeit. Im Rahmen der Koalitionsverhandlungen 2021 setzte sie sich für einen Bonn-Vertrag ein, um die Rolle der Bundesstadt Bonn zu stärken und die Aufgabenteilung bei Ministerien und Behörden zwischen Berlin und Bonn verbindlich zu regeln.
Sie befürwortet eine Frauenquote und betont: „Ich wäre nicht hier, wenn es keine Quote gäbe“. Zudem spricht sie sich für eine gleichberechtigte Aufteilung der Care-Arbeit zwischen Männern und Frauen aus.

### Wirtschafts- und Finanzpolitik
Bei der Frage von Staatsausgaben fordert Rosenthal eine Investitionsoffensive und die Abkehr von der schwarzen Null. Es gebe massiven Bedarf an Investitionen in Schulen, Infrastruktur und andere Bereiche der Daseinsvorsorge. Bleibe dieser Investitionsstau bestehen, so belaste er auch zukünftige Generationen. Insbesondere die notwendige Transformation der Industrie hin zur Klimaneutralität sei nicht machbar ohne Investitionen und finanzielle Unterstützung des Staates. Rosenthal fordert die Abschaffung der Schuldenbremse in Deutschland und bezeichnete diese als „wohlstandsgefährdend“.
In der Debatte über die Gasumlage sprach sich Rosenthal gegen die Umlage aus und bezeichnete diese als „sozial ungerecht“. Sie schlug alternativ einen Preisdeckel für eine bestimmte Grundverbrauchsmenge beim Gas vor. Rosenthal sprach sich außerdem für eine Übergewinnsteuer aus, um außergewöhnliche Gewinne von Unternehmen zur Finanzierung von Entlastungsmaßnahmen für die Bevölkerung nutzen zu können. Zudem forderte sie eine einmalige Vermögensabgabe, um die finanziellen Folgen des russischen Überfalls auf die Ukraine zu finanzieren.
Gegenüber der Berliner Zeitung äußerte sie Anfang Oktober 2020, dass „unser Wirtschaftssystem hochgradig ungerecht [ist. …] Es beruht darauf, dass Menschen hierzulande und in der Welt ausgebeutet werden und dass wir unsere ökologische Grundlage nachhaltig zerstören.“

### Arbeit und Soziales
Rosenthal fordert eine Ausbildungsplatzgarantie, sodass alle jungen Menschen die Chance auf einen Ausbildungsplatz bekommen und setzte sich dafür im Bundestag im Rahmen des Aus- und Weiterbildungsgesetzes ein. Langfristig wirbt sie für eine Jobgarantie, die sie als Alternative zum bedingungslosen Grundeinkommen sieht. Rosenthal fordert die Abschaffung von sachgrundlosen Befristungen. Sie befürwortet ein Bürgergeld und spricht sich gegen Sanktionen für Grundsicherungsbeziehende aus.
Rosenthal spricht sich für eine Arbeitszeitverkürzung aus und setzte diese Forderung innerhalb der SPD durch. Rosenthal zufolge müssten die Produktivitätssteigerungen der letzten Jahrzehnte eine weitere Verkürzung der Arbeitszeiten nach sich ziehen. Zudem würden dadurch körperlich anspruchsvolle Berufe wie etwa in der Pflege attraktiver, wenn die Arbeitszeit bei gleichbleibendem Gehalt verkürzt würde.

### Familie
Rosenthal spricht sich für eine Familienstartzeit aus, mit der die Partner von werdenden Müttern nach der Geburt ebenfalls für einen bestimmten Zeitraum bezahlt freigestellt werden können. Zudem fordert sie eine höhere Priorisierung des Ausbaus von Kita-Plätzen, um die Vereinbarkeit von Beruf und Familie für Eltern zu vereinfachen, sowie eine Stärkung der frühkindlichen Bildung. Arbeitgeber der öffentlichen Hand sollten, Rosenthal zufolge, bei der Vereinbarkeit von Beruf und Familie Vorbild sein, etwa durch die Einrichtung von Betriebs-Kitas für die Kinder der Beschäftigten.

### Migration
Im November 2021 forderte sie die Aufnahme der Geflüchteten an der polnisch-belarussischen Grenze und kritisierte die dort herrschenden Zustände. Gemeinsam mit Reem Alabali-Radovan und Hakan Demir besuchte Rosenthal die polnisch-belarussische Grenze und bekräftigte in diesem Zusammenhang ihre Forderung nach Unterstützung für die Geflüchteten im Grenzgebiet.
Rosenthal kritisierte die Bundesregierung für die Zustimmung zur Reform des europäischen Asylsystems im Juni 2023. Mit der geplanten Reform würde das Recht auf Asyl ausgehöhlt werden.
Bei der Abstimmung über die Anpassungen der asylrechtlichen Bestimmungen im Rahmen des sog. „Sicherheitspakets“ der Bundesregierung stimmte Rosenthal als eine von 15 Abgeordneten der SPD-Bundestagsfraktion gegen den Gesetzesentwurf.

### Bildungspolitik
Darüber hinaus will sie den Bund stärker in Schulen investieren lassen, um moderne Schulgebäude zu bauen und mehr Personal in den Schulen einsetzen zu können. Rosenthal spricht sich für eine Erhöhung der Bildungsausgaben aus und für eine stärkere Zusammenarbeit zwischen Bund und Ländern. Rosenthal zufolge sei eine Erhöhung der Bildungsausgaben auch für die Stärkung der Demokratie essenziell. Inhaltlich befürwortet Rosenthal eine Modernisierung des Konzepts Schule, etwa durch mehr fächerübergreifende Projektarbeit anstelle von reinem Fachunterricht.
Rosenthal setzt sich für eine Kindergrundsicherung ein und für eine Stärkung des BAföG durch Ausweitung des Berechtigtenkreises sowie eine Rückkehr zum Vollzuschuss. Im November 2023 sprach sich Rosenthal erneut für eine zügige Umsetzung der im Koalitionsvertrag der Ampel-Koalition vereinbarte Reform des BAföG aus, um die finanzielle Situation von Studierenden angesichts gestiegener Lebenshaltungskosten zu verbessern.
In der Debatte um ein soziales Pflichtjahr sprach sich Rosenthal wiederholt dagegen aus und verwies darauf, dass sich junge Menschen bereits vielfach ehrenamtlich für das Gemeinwohl engagieren würden. Ein soziales Pflichtjahr wäre „aus der Zeit gefallen“. Anstelle eines sozialen Pflichtjahres müsse man in sozialen Berufen die Arbeitsbedingungen verbessern, um den Personalmangel nachhaltig zu beheben. Zudem müssten vorhandene Freiwilligendienste für junge Menschen finanziell gut ausgestattet und besser vergütet werden, damit alle jungen Menschen unabhängig von der eigenen finanziellen Situation einen Freiwilligendienst absolvieren können.

### Klimaschutz
Rosenthal will Bonn als Sitz des UN-Klimasekretariats zur internationalen Klimahauptstadt weiterentwickeln. Beim Klimaschutz spricht sich Rosenthal für einen schnellen Umstieg auf erneuerbare Energien aus und fordert eine aktive Rolle des Staates beim Umbau der Industrie hin zur Klimaneutralität. Nur damit könne man zukunftsfähige Arbeitsplätze schaffen, um den Wohlstand zu erhalten. Darüber hinaus spricht sie sich für einen Industriestrompreis aus, mit dem energieintensive Industrie unterstützt werden soll. Rosenthal setzt sich für einen Ausbau von erneuerbaren Energien ein sowie für mehr Förderungen beim Umstieg auf klimaneutrale Heizungen.
Außerdem unterstützt sie ein generelles Tempolimit auf Autobahnen.
Rosenthal ist Befürworterin eines ticketlosen Nahverkehrs und setzte sich für ein vergünstigtes Deutschlandticket für Studierende ein.

### Wohnen
Rosenthal befürwortet einen Mietenstopp und fordert den Bau von mehr bezahlbaren Wohnungen. Außerdem müsse die Spekulation am Wohnungsmarkt eingedämmt werden, etwa über eine Steuer, die Gewinne aus gestiegenen Bodenwerten abschöpfe. Darüber hinaus solle der CO2-Preis bei den Heizkosten nicht alleinig auf Mieter umgelegt werden. Rosenthal spricht sich für die Abschaffung von Indexmieten ab. Zudem fordert sie einen bundesweiten Mietendeckel. Sie plädiert dafür, dass die Bundesanstalt für Immobilienaufgaben in Bonn den Leerstand vieler Wohnungen reduzieren und schneller bei der Umsetzung von Sanierungsmaßnahmen werden solle.

### Corona-Pandemie
In der Corona-Pandemie forderte Rosenthal kreative Lösungen, um Schulschließungen zu vermeiden. Konkret schlug sie vor, Museen und andere Orte für den Unterricht zu nutzen, um kleinere Gruppen zu schaffen und damit das Infektionsrisiko zu senken. Darüber hinaus sollten Lehramtsstudierende in den Schulen eingesetzt werden, um die Klassen aufteilen zu können und gleichzeitig Studierende zu unterstützen, die ihren Job verloren haben.
Im November 2021 sprach sich Rosenthal auf dem Bundeskongress der Jusos für eine allgemeine Impfpflicht gegen SARS-CoV-2 ab 18 Jahren aus. Sie begründete ihre Position mit der niedrigen Impfquote und der Tatsache, dass eine hohe Impfquote mithilfe einer allgemeinen Impfpflicht erforderlich sei, um die Überlastung des Gesundheitssystems zu verhindern und nicht länger Freiheitseinschränkungen durch Lockdowns und Schulschließungen zur Pandemiebekämpfung nutzen zu müssen.

### Ukraine-Krieg
Vor dem russischen Überfall auf die Ukraine 2022 lehnte Rosenthal deutsche Waffenlieferungen an die Ukraine zunächst ab. Gleichzeitig sprach sie sich angesichts der russischen Drohungen gegenüber der Ukraine gegen die Inbetriebnahme der Pipeline Nord Stream 2 aus.
Am 3. Juni 2022 stimmte sie als eine von neun Abgeordneten der SPD-Fraktion gegen das Sondervermögen Bundeswehr. Sie begründete ihre Ablehnung der Verankerung eines Sondervermögens für die Bundeswehr im Grundgesetz damit, dass sich diese auf den „militärischen Bereich beschränken“. Sie sprach sich explizit für eine bessere Ausstattung der Bundeswehr aus, kritisierte jedoch den Weg des Sondervermögens, mit dem nur einseitig in die Bundeswehr investiert würde und viele andere Bereiche, in denen Investitionen notwendig seien (etwa Bildung, die Energiewende oder den Aufbau europäischer Lieferketten), weiterhin der Schuldenbremse unterliegen würden. Rosenthal erneuerte in diesem Zusammenhang ihre Forderung, die Schuldenbremse abzuschaffen, denn diese limitiere „demokratisches Handeln“. In einem früheren Interview mit der Süddeutschen Zeitung sprach sich Rosenthal bereits dagegen aus, „weitere Milliarden Euro in einem schwarzen Loch zu versenken“.
Gemeinsam mit Tilman Kuban (CDU), Jamila Schäfer (Bündnis 90/Die Grünen) und Gyde Jensen (FDP) besuchte Rosenthal im März 2023 die Ukraine, um dort mit jungen Menschen zu sprechen. Rosenthal sprach sich in diesem Zusammenhang für einen EU-Beitritt der Ukraine aus.

## Transparenz
Im März 2021 verpflichtete sich Rosenthal zusammen mit Kevin Kühnert und 50 anderen jungen Kandidaten der SPD für die Bundestagswahl 2021, im Falle eines Mandats alle Nebeneinkünfte offenzulegen und diese auch zu spenden. Auch Unternehmensbeteiligungen und Aktien sollen offengelegt werden. Sie führt das Engagement ihres Vorgängers Ulrich Kelber als „Gläserne Abgeordnete“ fort und legt alle Einnahmen und Bezüge im Rahmen ihres Mandats auf ihrer Website offen.
2023 und 2024 wurde im Ranking von „abgeordnetenwatch.de“ das Antwortverhalten von Rosenthal auf die dortigen Anfragen als „Hervorragend“ eingestuft.

## Mitgliedschaften
- Gewerkschaft Erziehung und Wissenschaft
- Arbeiterwohlfahrt
- Sozialistische Jugend Deutschlands – Die Falken
- Deutscher Mieterbund Bonn/Rhein-Sieg/Ahr e. V.
- Große Dransdorfer Karnevals-Gesellschaft (GDKG) Bonn
- Bürger für Beethoven Bonn e. V.

Quelle (soweit nicht anders angegeben):